# Алі (Італія)
Алі́ (італ. Alì, сиц. Alì) — муніципалітет в Італії, у регіоні Сицилія,  метрополійне місто Мессіна.
Алі розташоване на відстані близько 500 км на південний схід від Рима, 180 км на схід від Палермо, 21 км на південний захід від Мессіни.
Населення — 782 особи (2014).
Щорічний фестиваль відбувається 5 лютого. Покровитель — Sant'Agata.

## Демографія
Населення за роками:

Станом на 1 січня 2023 року в муніципалітеті офіційно проживало 9 іноземців з 7 країн, серед них 4 громадяни країн Євросоюзу.

## Сусідні муніципалітети
- Алі-Терме
- Фьюмедінізі
- Італа